# المغاوير: القوة الضاربة
المغاوير: القوة الضاربة (بالإنجليزية: Commandos: Strike Force). هي الجزء الخامس من سلسلة المغاوير. صدرت في عام 2006 على دي في دي.
هي لعبة كوماندوز سترايك فورس (Commandos strike force) بالعربية يقال لها القوة الضاربة الجزء الرابع من سلسلة المغاوير هي اللعبة التي تم إخراجها سنة 2006 من طرف شركة eidos الشهيرة، والمتخصصة بإنشاء الألعاب الإستراتيجية وهذه اللعبة هي تكملة للاصدرات السابقة من السلسلة الحربية الشهيرة كوماندوز التي لاقت شهرة واسعة وإقبال كبير لاقتنائها، لكن هذا الإصدار ليس استراتيجي ولا علاقه له بالاصدرات السابقة فقد حمل الإصدار الرابع من السلسلة تغيرات كثيرة مقارنة بالاصدرات السابقة اهمها تغيير نظام اللعب وتحويله من اللعب الجماعي إلى المنظور الأول. تسمح لنا اللعبة بتجسيد ثلاث شخصيات مختلفة موزعة على حسب مراحل اللعبة وهم:
صاحب القبعة الخضراء، القناص، الجاسوس
كما أن هذه السلسلة تحتوي على أربعة عشر مرحلة والتي تعرف من خلالها السفر إلى ثلاث بلدان مختلفة (فرنسا والنرويج واتحاد الجمهوريات الاشتراكية السوفياتية).
وتدور أحداث اللعبة خلال الحرب العالمية الثانية في زمن هتلر كما عودتنا الاصدرات السابقة، حيث تسعى ألمانيا النازية للتحكم في العالم، لكن المقاومة والحلفاء سيقفون الند للند ضد النازيين وسيحاربونهم وهم على استعداد بفعل أي شيء ولو كلفهم الأمر التضحية بنفوسهم وأرواحهم وكل مساعيهم تصب في هدف واحد وهو تحرير الأرض.

## الاستقبال
تلقت اللعبة تقييمات «مختلطة» على جميع المنصات وفقًا لموقع تجميع المراجعة Metacritic، حيث شعر عشاق الألعاب السابقة في السلسلة أن Strike Force تفتقر إلى الصعوبة المُمَيزة للألعاب السابقة. وبالمثل تم الترويج لها على أنها مزيج من عناصر الإستراتيجية من الألعاب السابقة مع أسلوب اللعب التقليدي من منظور الشخص الأول، ولكن بدلاً من ذلك تم التلميح إليها فقط بينما كانت موجهة في الغالب للعمل.
| نتائج المراجعة نشرة نقاط حاسوب بلاي ستيشن 2 إكس بوكس سي جي إم [ 4 ] غ/م غ/م كمبيوتر غيمنغ ورلد (unfavorable) [ 5 ] غ/م غ/م إلكترونك غيمينغ مونثلي غ/م 5.17/10 [ 6 ] 5.17/10 [ 6 ] يورو غيمر 7/10 [ 7 ] غ/م غ/م فاميتسو غ/م 26/40 [ 8 ] غ/م غيم إنفورمر 5.5/10 [ 9 ] 5.5/10 [ 9 ] 5.5/10 [ 9 ] غيم سبوت 5.7/10 [ 10 ] 5.7/10 [ 10 ] 5.7/10 [ 10 ] غيم سباي غ/م [ 11 ] [ 12 ] غيم تريلرز 7/10 [ 13 ] 7/10 [ 13 ] 7/10 [ 13 ] غيم زون 6.8/10 [ 14 ] 5.9/10 [ 15 ] غ/م آي جي إن 7.5/10 [ 16 ] 7.5/10 [ 16 ] 7.5/10 [ 16 ] مجلة بلاي ستيشن الرسمية (الولايات المتحدة) غ/م [ 17 ] غ/م مجلة إكس بوكس الرسمية (الولايات المتحدة) غ/م غ/م 6/10 [ 18 ] بي سي غيمر (الولايات المتحدة) 65% [ 19 ] غ/م غ/م سيدني مورنينغ هيرالد [ 20 ] [ 20 ] [ 20 ] مجموع النقاط ميتاكريتيك 62/100 [ 21 ] 58/100 [ 22 ] 62/100 [ 23 ] |               |              |          |
| نتائج المراجعة |               |              |          |
| نشرة | نقاط          | نقاط         | نقاط     |
| نشرة | حاسوب         | بلاي ستيشن 2 | إكس بوكس |
| سي جي إم | [ 4 ]         | غ/م          | غ/م      |
| كمبيوتر غيمنغ ورلد | (unfavorable) | غ/م          | غ/م      |
| إلكترونك غيمينغ مونثلي | غ/م           | 5.17/10      | 5.17/10  |
| يورو غيمر | 7/10          | غ/م          | غ/م      |
| فاميتسو | غ/م           | 26/40        | غ/م      |
| غيم إنفورمر | 5.5/10        | 5.5/10       | 5.5/10   |
| غيم سبوت | 5.7/10        | 5.7/10       | 5.7/10   |
| غيم سباي | غ/م           | [ 11 ]       | [ 12 ]   |
| غيم تريلرز | 7/10          | 7/10         | 7/10     |
| غيم زون | 6.8/10        | 5.9/10       | غ/م      |
| آي جي إن | 7.5/10        | 7.5/10       | 7.5/10   |
| مجلة بلاي ستيشن الرسمية (الولايات المتحدة) | غ/م           | [ 17 ]       | غ/م      |
| مجلة إكس بوكس الرسمية (الولايات المتحدة) | غ/م           | غ/م          | 6/10     |
| بي سي غيمر (الولايات المتحدة) | 65%           | غ/م          | غ/م      |
| سيدني مورنينغ هيرالد | [ 20 ]        | [ 20 ]       | [ 20 ]   |
| مجموع النقاط |               |              |          |
| ميتاكريتيك | 62/100        | 58/100       | 62/100   |

## وصلات خارجية
- موقع المغاوير: القوة الضاربة